# آندری ماکروف
آندری ماکروف (استونیایی: Andrei Makrov؛ زادهٔ ۱۴ دسامبر ۱۹۷۹) بازیکن هاکی روی یخ اهل استونی است.